# Emilio Siri
Emilio Pío Siri (Mercedes, Argentina; 5 de mayo de 1882 - Buenos Aires, Argentina; 22 de octubre de 1976) fue un médico y político que llegó a ser intendente de la Ciudad de Buenos Aires (1946-1949) durante la primera parte de la primera presidencia de Juan Domingo Perón.

## Biografía
Nacido en 1882 en la ciudad de Mercedes de la provincia de Buenos Aires, entró a la Facultad de Medicina de la Universidad de Buenos Aires en 1901, recibiéndose en 1908. Entonces se trasladó a Gálvez (provincia de Santa Fe). Habiendo obtenido su título de médico se radica en Gálvez, Provincia de Santa Fe.
Siri ocupó el cargo de Director del Hospital en diferentes oportunidades: 1927, 1940, 1944 y 1946.
En 1909 se establece nuevamente en Mercedes. Fue profesor en el Colegio Nacional. Médico de Tribunales por un lapso de 15 años. Fue creador del servicio de cardiología del Hospital de Caridad, ocupando la jefatura del mismo hasta su retiro del hospital.
Rápidamente regresó a su pueblo natal, comenzando a trabajar como profesor en el Colegio Nacional de Mercedes. También fue Médico de Tribunales durante 15 años, y creó y dirigió el servicio de cardiología del Hospital de Caridad hasta su retiro del establecimiento.
Militante de la Unión Cívica Radical, fue elegido diputado por su provincia en 1924, renovando su cargo en 1928. De gran prestigio en el medio mercedino en el año 1926 fue elegido intendente de la ciudad. Fue desplazado del mismo con el golpe cívico-militar del 6 de septiembre de 1930, encabezado por el teniente general José Félix Uriburu.
Años más tarde, fue parte de la fracción radical que se sumó al movimiento liderado por el coronel Juan Domingo Perón, conocida como Unión Cívica Radical Junta Renovadora. Cuando Perón ganó las elecciones y asumió la Presidencia por primera vez, en 1946, fue nombrado Intendente de la Ciudad de Buenos Aires, ese 6 de junio. Durante su gestión se construyeron los barrios 1º de Marzo y Juan Perón, situados ambos en las inmediaciones de lo que había sido la chacra Saavedra.
El Barrio Los Perales, construido en la zona cercana a los mataderos, había tomado su nombre de las quintas que ocuparon primitivamente esos terrenos, y remitía claramente al modelo del barrio obrero centroeuropeo construido sobre la base de pabellones o bloques de viviendas. Cada bloque estaba habitado por distintas familias que si bien se alojaban a razón de un núcleo familiar por unidad de vivienda, compartían los accesos, circulaciones y espacios exteriores de la planta baja, circunstancias que favorecían el intercambio social entre los vecinos.
Durante su gestión impulsó la creación, en 1948, del Museo de Motivos Populares Argentinos; proyectó el traslado del Jardín Zoológico Municipal al barrio de Saavedra en 1948 y el actual Teatro General San Martín, e inauguró la primitiva Avenida Leopoldo Lugones.. Durante su gestión logro la aprobación de la Ley Orgánica de la Municipalidad (ley 1260) que otorgo mayor autonomía a la ciudad, cómo tal Los partidos políticos pugnaron nuevamente por obtener representación en el ámbito municipal, el Concejo Deliberante.
El 6 de junio de 1946 es designado por el Poder Ejecutivo Intendente de la ciudad de Buenos Aires, funciones que declina por renuncia, en el año 1949 para hacerse cargo de la Presidencia del Banco Hipotecario Nacional, desde este puesto amplió el financiamiento y el
crédito público, especialmente hacia la construcción de conjuntos habitacionales  y se amplió la superficie construida, permitiendo
el acceso de capas más amplias de la población a los préstamos.
Entre el 12 y el 20 de octubre de 1949, se realizó en Buenos Aires el IV Congreso Histórico Municipal Interamericano, y en ese contexto Siri creó el Instituto Histórico de la Ciudad de Buenos Aires.
El 16 de noviembre de 1949 se alejaría de ese cargo. Falleció en Buenos Aires en 1976. En su honor existe en la ciudad de Mercedes un busto que lo conmemora.